# Stefanie Luckmaier
Stefanie Luckmaier (17 novembre 1977) è un'ex sciatrice alpina tedesca.

## Biografia
La Luckmaier, originaria di Berchtesgaden, esordì in Coppa Europa il 15 dicembre 1994 a Gressoney-La-Trinité in slalom gigante e in Coppa del Mondo il 3 gennaio 1999 a Maribor in slalom speciale, in entrambi i casi senza completare la prova. Nel massimo circuito internazionale disputò 7 gare (l'ultima fu lo slalom speciale del 10 dicembre 2000 a Sestriere), senza mai classificarsi; si ritirò al termine della stagione 2000-2001 e la sua ultima gara fu lo slalom speciale dei Campionati tedeschi 2001, disputato il 25 marzo a Garmisch-Partenkirchen e chiuso dalla Luckmaier al 5º posto. Non prese parte a rassegne olimpiche o iridate.

## Palmarès

### Coppa Europa
- Miglior piazzamento in classifica generale: 94ª nel 1999

### Campionati tedeschi
- 1 medaglia:
  - 1 bronzo (slalom speciale nel 1999)